# Hôtel de Rochegude (Avignon)
Pour l’article homonyme, voir Hôtel de Rochegude.
L'hôtel de Rochegude est un bâtiment à Avignon, dans le département de Vaucluse.

## Histoire
Vers 1730, Pierre Joseph Jacques de Robert (1700-1744), 1er marquis d'Aquéria, en 1742, seigneur de Rochegude, en 1743, coseigneur de Saint-Didier et de Vénasque, a acheté une maison qui avait appartenu à Scipion La Gratia. La famille La Gratia originaire de Bolsena avait introduit la fabrication du cuir doré à Avignon en 1598. Il en fait la reconnaissance à la Chambre apostolique le 20 mai 1730. 

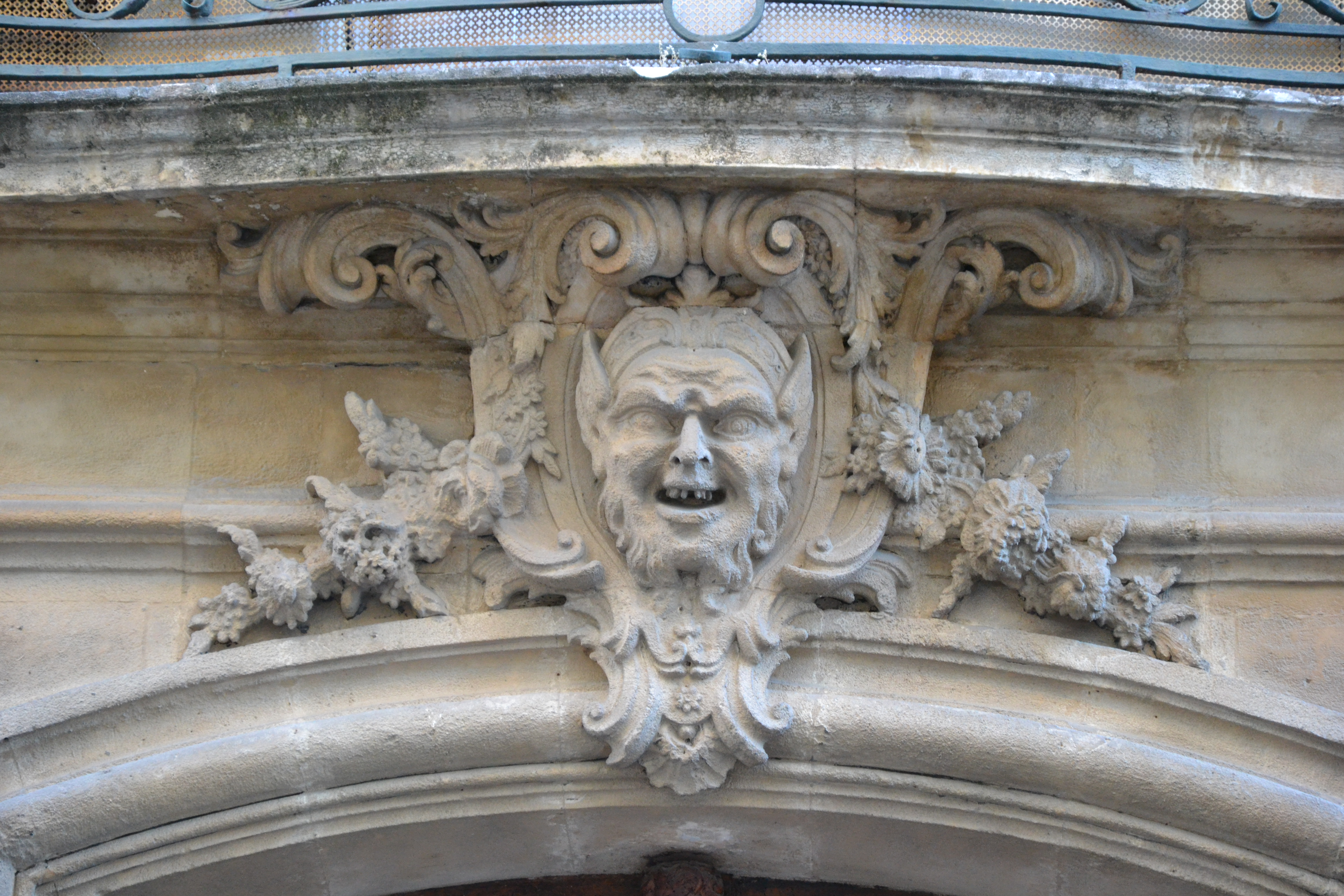
Mascaron à tête de faune au-dessus de la porte d'entrée

La maison a été reconstruite en 1732-1733. On ne connaît pas le nom de l'architecte. Son aspect extérieur est assez simple, avec une longue façade de 9 fenêtres sur deux étages. L'archivolte de la porte d'entrée est décorée d'une clé avec une belle tête de Faune. Il fait appel à Thomas Lainée, parisien installé à Avignon en 1714, pour réaliser les boiseries du cabinet doré de son hôtel,. Ces boiseries ont été acquises en 1891 par le musée des Arts décoratifs de Paris.
Il a été premier consul d'Avignon en 1741. Il a reçu et harangué à Avignon l’infant don Philippe, duc de Parme qui l'a honoré du titre de marquis. Ce titre a été reconnu par le vice-légat et confirmé par le Saint-Siège le 19 juin 1742. Il est nommé viguier du Comtat Venaissin en 1742. Il a acheté la seigneurie de Rochegude à Pierre-Charles Arnoul de Rochegude (1707-1786), officier aux gardes-françaises, au prix de 150 000 livres, le 20 août 1743.

## Protection
Les façades et les toitures sur les rues et sur la cour ainsi que l'escalier intérieur avec sa rampe en fer forgé ont été inscrits au titre des monuments historiques le 4 octobre 1932.